# Girl Talk (TLC)
Girl Talk è una canzone scritta da Lisa Lopes, Anita McLoud, Edmund "Eddie Hustle" Clement, Kandi Burruss, e Tionne Watkins, ed è il primo singolo delle TLC ad essere estratto dal loro quarto album 3D del 2002. Il brano figura una frase di 2Pac all'inizio del rap della Lopes.

## Tracce
CD-Single 1
1. "Girl Talk" (Radio Mix) - 3:37
2. "Girl Talk" (Jacknife Lee Remix) - 3:50
3. "Girl Talk" (Kidstuff Vocal Mix) - 7:53
4. "Get Away" - 4:14

CD-Single 2
1. "Girl Talk" (Radio Mix) - 3:37
2. "No Scrubs" - 3:39
3. "Waterfalls" - 4:38

DVD Single
1. "Hands Up" (Music Video) - 4:01
2. "Girl Talk" (Music Video) - 3:43
3. Photo Gallery Slideshow -

## Classifiche
| Chart (2002)                          | Peak position |
| ------------------------------------- | ------------- |
| Australian ARIA Singles Chart         | 46            |
| Danish Singles Chart                  | 13            |
| German Singles Chart                  | 79            |
| Japanese Oricon Singles Chart         | 9             |
| New Zealand Singles Chart             | 18            |
| Swiss Singles Chart                   | 96            |
| Taiwanese Singles Chart               | 7             |
| UK Singles Chart                      | 30            |
| U.S. Billboard Hot 100                | 28            |
| U.S. Hot R&B/Hip-Hop Singles & Tracks | 23            |
| World Singles Official Top 100        | 14            |
| World Airplay Official Top 100        | 25            |